# Amina Temmar
Amina Temmar (ar. أمينة تمار ;ur. 30 września 1989) – algierska judoczka.
Startowała w Pucharze Świata w 2012. Trzecia na igrzyskach afrykańskich w 2011. Zdobyła trzy medale na mistrzostwach Afryki w latach 2009 - 2012. Druga na igrzyskach panarabskich w 2011 roku.